# Rövidfarkú papagáj
A rövidfarkú papagáj (Graydidascalus brachyurus) a madarak (Aves) osztályának papagájalakúak (Psittaciformes) rendjébe, ezen belül a papagájfélék (Psittacidae) családjába tartozó Graydidascalus nem egyetlen faja.

## Rendszerezése
A fajt Heinrich Kuhl német ornitológus írta le 1820-ban, a Psittacus nembe Psittacus brachyurus néven. Legközelebbi rokonai az Alípio-amazon (Alipiopsitta xanthops) és a Pionus fajok.

## Előfordulása
Az Amazonas és annak mellékfolyói mentén honos, Brazília, Kolumbia, Ecuador, Francia Guyana és Peru területén. Természetes élőhelyei a szubtrópusi vagy trópusi síkvidéki esőerdők, mangroveerdők és mocsári erdők, valamint másodlagos erdők. Állandó, nem vonuló faj.

## Megjelenése
Testhossza 24 centiméter, testtömege 188-233 gramm. A tollazata nagyjából zöld színű. A felnőtt madár válltájékán és farktollainak külső oldalán, alig látható bordóvörös foltok vannak. A csőre nagy és sötét. Farktollai rövidek, mint ahogy azt a neve is mutatja.

## Életmódja
A folyók menti erdőszéleket kedveli, de a partok közeli deltákban is megtalálható.

## Természetvédelmi helyzete
Az elterjedési területe rendkívül nagy, egyedszáma viszont csökken, de még nem éri el a kritikus szintet. A Természetvédelmi Világszövetség Vörös listáján nem fenyegetett fajként szerepel.

## Fordítás
- Ez a szócikk részben vagy egészben  a   Short-tailed parrot című angol Wikipédia-szócikk ezen változatának fordításán alapul.  Az eredeti cikk szerkesztőit annak laptörténete sorolja fel. Ez a jelzés csupán a megfogalmazás eredetét és a szerzői jogokat jelzi, nem szolgál a cikkben szereplő információk forrásmegjelöléseként.